# Day'Ron Sharpe

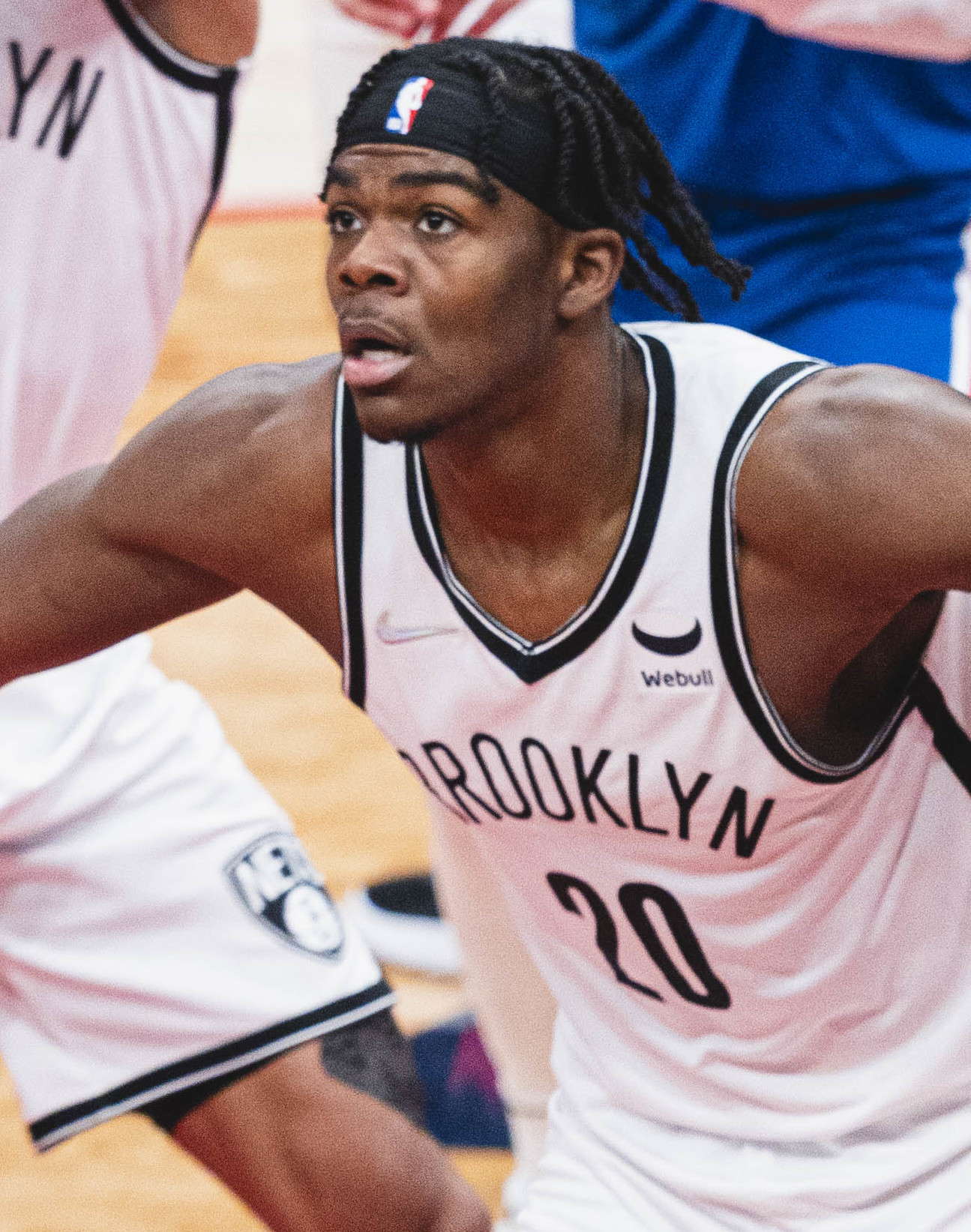
Day'Ron Sharpe, 2022.

Day'Ron Yusha Sharpe, född 6 november 2001 i Greenville i North Carolina, är en amerikansk professionell basketspelare (C/PF) som spelar för Brooklyn Nets i National Basketball Association (NBA).
Han draftades av Phoenix Suns i första rundan i 2021 års draft som 29:e spelare totalt.
Innan Sharpe blev proffs studerade han på University of North Carolina at Chapel Hill och spelade för deras idrottsförening North Carolina Tar Heels.